# Laticauda semifasciata
Laticauda semifasciata е вид змия от семейство Аспидови (Hydrophiidae). Видът е почти застрашен от изчезване.

## Разпространение
Разпространен е в Индонезия, Китай, Тайван, Филипини и Япония.